# Mateusz Paris
Mateusz Paris, Mateusz z Paryża (łac. Matthæus Parisiensis; ok. 1200-1259) – angielski pisarz i kronikarz średniowieczny. Był mnichem w klasztorze św. Albana, gdzie prowadził kronikę opactwa. Zajmował się również malarstwem. Jego porad w kwestiach politycznych zasięgał Henryk III Plantagenet. W 1248 roku na polecenie papieża zajmował się reformą klasztoru w Norwegii. Jego Chronica Majora jest uznawana za najlepszą kronikę angielską z tego czasu.